# 13301 Hofsteen
13301 Hofsteen è un asteroide della fascia principale. Scoperto nel 1998, presenta un'orbita caratterizzata da un semiasse maggiore pari a 2,6896422 au e da un'eccentricità di 0,0876935, inclinata di 1,01919° rispetto all'eclittica.